# Musée de l'archidiocèse de Varsovie
Le Musée de l'archidiocèse de Varsovie (polonais : Muzeum Archidiecezji Warszawskiej) est un musée à Varsovie, en Pologne.